# 아나마리아 바그너
아나마리아 바그너(독일어: Anna-Maria Wagner, 1996년 5월 17일~)는 독일의 유도 선수이다. 2020년 하계 올림픽에서 여자 하프헤비급 동메달과 혼성 단체전을 획득했다. 또한 세계 유도 선수권 대회에서 금메달 2개, 동메달 1개, 유럽 유도 선수권 대회에서 동메달 1개를 획득했다.